# 長塚圭史
長塚 圭史（ながつか けいし、1975年5月9日 - ）は、日本の劇作家、演出家、俳優。東京都出身。身長181cm、体重65kg。父は俳優の長塚京三。妻は女優の常盤貴子。

## 人物
東京都立戸山高等学校を経て、1994年、早稲田大学第二文学部演劇専修在学中に、「劇団笑うバラ」を結成。解散後、福田将就とのユニット「カーズ」を経て、1996年 演劇プロデュースユニット「阿佐ヶ谷スパイダース」を結成（後に伊達暁と中山祐一朗が参加する）。主宰としてほぼ全ての作品の作・演出を手がける。2017年に劇団化。
1998年3月、早稲田大学第二文学部演劇専修卒業、学位は学士(文学)。2004年の『はたらくおとこ』の作・演出、及び『ピローマン』の演出で、第4回朝日舞台芸術賞と芸術選奨新人賞を受賞する。俳優としても映画などに出演。映画『tokyo.sora』では高崎映画祭新人男優賞を受賞。
2008年9月から1年間、文化庁・新進芸術家海外留学制度でイギリスに留学した。2009年10月20日に常盤貴子と結婚したことを発表した。2011年1月に「阿佐ヶ谷スパイダース」とは別のプロジェクト「葛河思潮社（くずかわしちょうしゃ）」の第一回公演として三好十郎の『浮標（ブイ）』を上演した。2017年 新ユニット・新ロイヤル大衆舎を結成し北条秀司の「王将」三部作を上演。
2020年12月23日、2021年4月から任期5年の予定でKAAT神奈川芸術劇場の芸術監督を務めることを神奈川芸術文化財団が発表した。2024年3月、鈍牛倶楽部を退所した。

## 受賞歴
- 2002年 第17回高崎映画祭最優秀新人男優賞（石川寛監督『tokyo.sora』）
- 2004年 第4回朝日舞台芸術賞（『はたらくおとこ』作・演出、『ピローマン』演出）
- 2004年 第55回芸術選奨文部科学大臣新人賞（『はたらくおとこ』作・演出、『ピローマン』演出）
- 2005年 第13回読売演劇大賞優秀作品賞（『LAST SHOW』作・演出）
- 2006年 第14回読売演劇大賞優秀演出家賞（『ウィー・トーマス』演出）

## 主な作品

### 作・演出・出演
- クラフト（1994年、劇団RUDE）
- グレート・ホールマン〜すごい穴男〜（1994年、劇団笑うバラ）
- fault2（1994年、劇団笑うバラ）
- Z〜俺が死んだ後の世界を誰が証明できるのか〜（1995年、劇団笑うバラ）
- めたる・ゔぉ〜ぐ（1995年、劇団笑うバラ）
- 灰色と茶色（1996年、ザ・グレートバンビ、共同演出）
- GEBO1（1996年、劇団笑うバラ）
- 無頼（1996年、劇団笑うバラ）
- 館内放送担当山崎幸子（1996年、カーズ、共同演出）
- アジャピートオジョパ(1996年、阿佐ヶ谷スパイダース）
- イタリアン・カップ（1997年、カーズ、共同演出）
- ザ・グレート・バンビ（1997年、カーズ、共同演出）
- SAUDADE（1997年、阿佐ヶ谷スパイダース）
- 黙れ!（1998年、CIGARO、作のみ）
- SPIDERS LIMITED（1998年、阿佐ヶ谷スパイダース）
- 鮫'98（1998年、阿佐ヶ谷スパイダース）
- メロディ（1999年、阿佐ヶ谷スパイダース）
- 綺麗（1999年、阿佐ヶ谷スパイダース）
- スキャンティ・クラシッコ（1999年、阿佐ヶ谷スパイダース）
- メオト綺想曲（2000年、山崎一プロデュース）
- イヌの日（2000年、阿佐ヶ谷スパイダース）
- 侍（2000年、長塚京三ひとり芝居）
- ライヒ（2001年、阿佐ヶ谷スパイダース）
- テキサス（2001年、HIGHLEG without JESUS 長塚JESUS）
- 日本の女（2001年、阿佐ヶ谷スパイダース）
- 麒麟（2001年）
- 十字架（2002年、阿佐ヶ谷スパイダース）
- ポルノ（2002年、阿佐ヶ谷スパイダース）
- マイ・ロックンロール・スター（2002年、パルコ）
- みつばち（2003年、阿佐ヶ谷スパイダース）
- はたらくおとこ（2004年、阿佐ヶ谷スパイダース）
- 真昼のビッチ〜The Bitch Shouts in the Midday.〜（2004年、ヴィレッヂプロデュースVol.3 阿佐ヶ谷スパイダースPREMIUM）
- 悪魔の唄（2005年、阿佐ヶ谷スパイダース）
- 仮装敵国（2005年、AGAPEstore、共同脚本）
- LAST SHOW（2005年、パルコ）[4]
- 桜飛沫（2006年、阿佐ヶ谷スパイダース）
- イヌの日（2006年、阿佐ヶ谷スパイダース）
- アジアの女（2006年、新国立劇場）
- 少女とガソリン（2007年、阿佐ヶ谷スパイダース）
- ドラクル（2007年、Bunkamura）
- 失われた時間を求めて（2008年、阿佐ヶ谷スパイダース）
- SISTERS（2008年8月、パルコ）
- 音のいない世界で（2012年、新国立劇場）
- あかいくらやみ 〜天狗党幻譚〜（2013年5月、シアターコクーン）

### 演出
- ウィー・トーマス（2003年、パルコ、作：マーティン・マクドナー）
- ピローマン（2004年、パルコ、作：マーティン・マクドナー）
- ビューティ・クイーン・オブ・リナーン（2007年、パルコ、作：マーティン・マクドナー）
- ハーパー・リーガン（2010年、パルコ、作：サイモン・スティーヴンス）
- タンゴ（2010年、Bunkamura、作：スワボミール・ムロジェック）
- 浮標（2011年・2012年、葛河思潮社、作：三好十郎）
- 十一ぴきのネコ（2012年、こまつ座/ホリプロ、作：井上ひさし）
- ガラスの動物園（2012年、シアターコクーン、作：テネシーウィリアムズ）
- 冒した者（2013年、葛河思潮社、作：三好十郎）
- 背信（2014年、葛河思潮社、作：ハロルド・ピンター）
- 浮標・再々演（2016年、葛河思潮社、作：三好十郎）
- 王将三部作（2017年、新ロイヤル大衆舎、作：北條秀司）
- ハングマン（2018年、パルコ、作：マーティン・マクドナー）
- 常陸坊海尊（2019年、KAAT神奈川芸術劇場、作：秋元松代）
- 王将三部作・再演（2021年、新ロイヤル大衆舎、作：北條秀司）
- 近松心中物語（2021年、KAAT神奈川芸術劇場、、作：秋元松代）
- 夜の女たち（2022年、KAAT神奈川芸術劇場ほか、原作：久板栄二郎、映画脚本：依田義賢、上演台本：長塚圭史）[5]。
- 花と龍（2025年、KAAT神奈川芸術劇場、作：齋藤雅文）[6]

### その他
- 夜叉ヶ池（2004年、シアター・ドラマシティ、脚色）

## 出演

### 映画
- ざわざわ下北沢（2000年） - 章介 役
- tokyo.sora（2001年） - 喫茶店のマスター 役
- ゲロッパ!（2003年） - 岡部 役
- 1980（2003年）
- リアリズムの宿（2004年） - 主演・坪井小介 役
- せかいのおわり（2005年） - 三沢 役
- さくらん（2007年） - きよ葉の客 役
- 遠くの空に消えた（2007年） - 赤星 役
- 容疑者Xの献身（2008年） - 富樫慎二 役
- GOTH（2008年） - 喫茶店の店主 役
- ヘブンズ・ドア（2009年）- 小久保 役
- マイ・バック・ページ（2011年） - 唐谷義朗 役
- アフロ田中（2012年） - 教師 役
- 花筐/HANAGATAMI （2017年） - 吉良 役
- WE ARE LITTLE ZOMBIES （2019年）
- 海辺の映画館―キネマの玉手箱（2020年） - 男の子の父 役
- シン・ウルトラマン（2022年） - 早坂 役[7][8]
- 百花（2022年9月9日）[9]

### 劇場アニメ
- バケモノの子（2015年7月11日公開） - 九太の父 役[10]

### 舞台
- デジャ・ヴュ‘01〜伊集院警部補の憂鬱〜（2001年、紀伊國屋ホール・近鉄劇場）
- A列車で行こう（2001年、東京グローブ座）
- THE GREAT ESCAPE （2002年）
- 2002年ガガーリン（2002年、京都アートコンプレックス1928）
- ダブリンの鐘つきカビ人間（2002年、PARCO劇場）
- ともだちが来た（2003年、ザ・スズナリ）
- 奇跡の人（2003年、シアターコクーン）
- 西へ行く女（2003年、本多劇場/ほか地方公演）
- 胎内（2005年、青山円形劇場）
- LOVE LETTERS（2006年、PARCO劇場）
- 写楽考（2007年、シアターコクーン）
- LOVE LETTERS（2008年、PARCO劇場）
- あかいくらやみ 〜天狗党幻譚〜（2013年5月、シアターコクーン）
- 背信（2014年、KAAT神奈川芸術劇場他）

### テレビドラマ
- 火曜サスペンス劇場「検事・霞夕子14 早朝の手紙」（1999年、日本テレビ） - 槙輝一 役
- OUT〜妻たちの犯罪〜（1999年、フジテレビ） - 伸樹の先輩 役
- 喪服のランデヴー（2000年、NHK総合） - 辰岡由海の婚約者 役
- アンティーク 〜西洋骨董洋菓子店〜（2001年、フジテレビ） - 鬼塚トオル 役
- 連続テレビ小説（NHK総合）
  - ウェルかめ（2009年） - 佐古きよし（イラストレーター） 役
  - あさが来た（2015年） - 納屋頭 サトシ 役
- 連続ドラマW（WOWOW）
  - ヒトリシズカ 第1 - 3話（2012年） - 青木久則 役
  - グーグーだって猫である（2014年） - 大森 役
    - グーグーだって猫である2 -good good the fortune cat-（2016年） - 大森 役
- ネオ・ウルトラQ（2013年、WOWOW） - ナレーター
- 植物男子ベランダー（2014年、NHK BSプレミアム） - 葛城草 役
- Dr.倫太郎（2015年、日本テレビ） - 宮川貴博 役
- 99.9-刑事専門弁護士- SEASON II 第1話（2018年1月14日、TBS） - 阿部充 役
- サギデカ（2019年、NHK総合） -  番頭の男（古川奨也） 役

### ラジオレギュラー
- Yes!〜明日への便り〜 presented by ホクトプレミアム 霜降りひらたけ（2015年9月1日 ‐ 、TOKYO FM、毎週土曜18:00 ‐ 18:30） - 語り（朗読者）

### ラジオドラマ
- DOCOMO シーソーメール〜SHE SAW MAIL〜（TOKYO FM、2010年） - 平川郁生（シーズン1）／白坂雅人（シーズン2） 役
- FMシアター「幸せのからくり」（NHK-FM、2023年2月18日） - 熊田和明 役[11]

### バラエティ
- 笑っていいとも!（フジテレビ）テレフォンショッキング ゲスト（2008年3月14日出演）
- スタジオパークからこんにちは（NHK総合） ゲスト（2009年12月7日出演）
- ボクらの時代（フジテレビ）（2010年11月7日出演。他の2名は、松たか子、森山未來。2021年6月13日出演、他の2名は、森山未來、石橋静河）
- Q~わたしの思考探究~（NHK Eテレ）（2011年3月26日出演）

### テレビ
- 100分de名著（NHK Eテレ）（2019年10月、西田幾多郎『善の研究』朗読、2021年9月、ル・ボン『群集心理』朗読）

### CM
- リンレイ「ピカリ一家」 
  - オール 床用ワックスシリーズ「ぴーイカピカ」編
  - ウルトラハードクリーナー
    - ウルトラハードクリーナー トイレ用「あの手この手」編ピカリ イカ三郎役(声)：
    - ウルトラハードクリーナー バス用　防カビプラス「かーなりキレイ好きな家族」篇
    - ウルトラハードクリーナー バス用「かーなりイカした家族」篇
    - ウルトラハードクリーナー サニプロテクト「見えーるメガネ」篇

  - ウルトラオレンジクリーナー「アリバイ」篇

## 書籍

### 戯曲
- みつばち（『せりふの時代』小学館、2003年夏号 掲載）
- 悪魔の唄（『せりふの時代』小学館、2005年春号 掲載）
- 桜飛沫（『せりふの時代』小学館、2006年春号 掲載）
- LAST SHOW（パルコ、2006年6月）
- はたらくおとこ（ゴーチ・ブラザーズ、2006年11月）
- ドラクル（『文學界』2007年10月号 掲載）

### その他
- 『COFFEE SHOP』キネマ旬報社、2004年4月
- 『COFFEE SHOP2』キネマ旬報社、2006年11月
- 『ダブルトール』原宿カフェにて 実際にバリスタもこなす、1999年

## 脚註
1. ↑  “常盤＆長塚が結婚「魂結び、歩んで参ります」”. スポニチ Sponichi Annex. (2009年10月21日) 2017年4月11日閲覧。
2. ↑  “長塚圭史が神奈川芸術劇場の芸術監督就任へ”. nikkansports.com (日刊スポーツ新聞社). (2020年12月23日) 2020年12月24日閲覧。
3. ↑  “長塚圭史　事務所「鈍牛倶楽部」を退社　田中哲司も退社”.   スポニチ. 2024年4月4日閲覧。
4. ↑  “長塚圭史 インタビュー”. マイナビ.ウーマン. (2005年6月30日)
5. ↑  “長塚圭史の初ミュージカル作品「夜の女たち」出演に江口のりこ・前田敦子ら”. ステージナタリー.   ナターシャ (2022年3月30日). 2022年3月30日閲覧。
6. ↑  “KAAT×新ロイヤル大衆舎「花と龍」に福田転球・安藤玉恵・松田凌ら、舞台上には屋台村も”. ステージナタリー.   ナターシャ (2024年10月3日). 2024年10月4日閲覧。
7. ↑  “『シン・ウルトラマン』にヘイセイ有岡出演「胸が熱くなります」 早見あかり、田中哲司、山本耕史も参加”. ORICON NEWS.  オリコン (2019年9月25日). 2019年9月25日閲覧。
8. ↑  株式会社東宝ステラ『「シン・ウルトラマン」パンフレット』東宝株式会社映像事業部、2022年5月13日、12頁。
9. ↑  “長澤まさみ、決め手は「信頼」 映画『百花』菅田将暉と夫婦役で共演 永瀬正敏も出演”. ORICON NEWS (oricon ME). (2022年4月19日) 2022年4月19日閲覧。
10. ↑  “細田守監督「バケモノの子」声優に役所広司、宮崎あおい、染谷将太ら豪華俳優陣ずらり！”.   映画.com (2015年4月13日). 2015年4月13日閲覧。
11. ↑  “NHK　FMシアター『幸せのからくり』(2023年2月18日 放送)”.   NHK 日本放送協会. 2023年1月23日閲覧。